# كواري
كواري (بالبرتغالية: Coari‏) هي بلدية تقع في البرازيل في الأمازون (ولاية). يقدر عدد سكانها بـ 77,305 نسمة ومساحتها 57,921.646 كم2 وترتفع عن سطح البحر 40 متر.

## المناخ
يظهر الجدول التالي التغييرات المناخية على مدار السنة لكواري:
| البيانات المناخية لـكواري                       | البيانات المناخية لـكواري | البيانات المناخية لـكواري | البيانات المناخية لـكواري | البيانات المناخية لـكواري | البيانات المناخية لـكواري | البيانات المناخية لـكواري | البيانات المناخية لـكواري | البيانات المناخية لـكواري | البيانات المناخية لـكواري | البيانات المناخية لـكواري | البيانات المناخية لـكواري | البيانات المناخية لـكواري | البيانات المناخية لـكواري |
| الشهر                                           | يناير                     | فبراير                    | مارس                      | أبريل                     | مايو                      | يونيو                     | يوليو                     | أغسطس                     | سبتمبر                    | أكتوبر                    | نوفمبر                    | ديسمبر                    | المعدل السنوي             |
| ----------------------------------------------- | ------------------------- | ------------------------- | ------------------------- | ------------------------- | ------------------------- | ------------------------- | ------------------------- | ------------------------- | ------------------------- | ------------------------- | ------------------------- | ------------------------- | ------------------------- |
| الدرجة القصوى °م (°ف)                           | 36.9 (98.4)               | 36.6 (97.9)               | 36.4 (97.5)               | 36.4 (97.5)               | 36.0 (96.8)               | 38.0 (100.4)              | 39.8 (103.6)              | 37.5 (99.5)               | 38.3 (100.9)              | 38.2 (100.8)              | 38.3 (100.9)              | 38.2 (100.8)              | 39.8 (103.6)              |
| متوسط درجة الحرارة الكبرى °م (°ف)               | 31.8 (89.2)               | 31.9 (89.4)               | 32.0 (89.6)               | 31.9 (89.4)               | 31.7 (89.1)               | 31.7 (89.1)               | 32.2 (90.0)               | 33.2 (91.8)               | 33.3 (91.9)               | 33.2 (91.8)               | 32.6 (90.7)               | 32.1 (89.8)               | 32.3 (90.1)               |
| المتوسط اليومي °م (°ف)                          | 26.4 (79.5)               | 26.4 (79.5)               | 26.6 (79.9)               | 26.6 (79.9)               | 26.6 (79.9)               | 26.4 (79.5)               | 26.8 (80.2)               | 27.4 (81.3)               | 27.4 (81.3)               | 27.3 (81.1)               | 27.0 (80.6)               | 26.8 (80.2)               | 26.8 (80.2)               |
| متوسط درجة الحرارة الصغرى °م (°ف)               | 21.6 (70.9)               | 21.8 (71.2)               | 22.0 (71.6)               | 22.0 (71.6)               | 22.1 (71.8)               | 21.9 (71.4)               | 21.9 (71.4)               | 22.2 (72.0)               | 22.3 (72.1)               | 22.4 (72.3)               | 22.4 (72.3)               | 22.2 (72.0)               | 22.1 (71.8)               |
| أدنى درجة حرارة °م (°ف)                         | 14.6 (58.3)               | 15.4 (59.7)               | 10.6 (51.1)               | 15.6 (60.1)               | 14.0 (57.2)               | 10.2 (50.4)               | 11.0 (51.8)               | 14.8 (58.6)               | 15.0 (59.0)               | 15.7 (60.3)               | 16.4 (61.5)               | 15.2 (59.4)               | 10.2 (50.4)               |
| الهطول مم (إنش)                                 | 264.5 (10.41)             | 265.5 (10.45)             | 322.3 (12.69)             | 272.4 (10.72)             | 213.1 (8.39)              | 128.9 (5.07)              | 87.2 (3.43)               | 68.9 (2.71)               | 100.4 (3.95)              | 156.7 (6.17)              | 215.6 (8.49)              | 261.7 (10.30)             | 2٬357٫2 (92.80)           |
| متوسط أيام هطول الأمطار (≥ 1.0 mm)              | 18                        | 17                        | 18                        | 17                        | 16                        | 13                        | 9                         | 8                         | 9                         | 12                        | 13                        | 16                        | 166                       |
| متوسط الرطوبة النسبية (%)                       | 85.6                      | 84.9                      | 84.9                      | 85.0                      | 85.1                      | 83.9                      | 80.8                      | 78.1                      | 78.8                      | 79.7                      | 81.9                      | 83.6                      | 82.7                      |
| ساعات سطوع الشمس الشهرية                        | 138.2                     | 120.2                     | 122.0                     | 132.5                     | 152.5                     | 171.2                     | 207.1                     | 208.8                     | 180.4                     | 171.7                     | 141.1                     | 143.1                     | 1٬888٫8                   |
| المصدر #1: Instituto Nacional de Meteorologia   |                           |                           |                           |                           |                           |                           |                           |                           |                           |                           |                           |                           |                           |
| المصدر #2: Meteo Climat (record highs and lows) |                           |                           |                           |                           |                           |                           |                           |                           |                           |                           |                           |                           |                           |